# Toldy Kör
A Toldy Kör konzervatív keresztény szemléletű pozsonyi magyar kulturális egyesület volt a Felvidéken, majd az első Csehszlovák Köztársaságban és később Szlovákiában. 

## Története

### Az első világháború előtt
Pozsony magyar kultúrájának megerősítését célul kitűző szervezet 1874-ben alakult meg, és jelentős szerepet játszott a város szellemi és magyar kulturális életében. 1911-ben a tagok által szervezett gyűjtés eredményeként állították fel Petőfi Sándor szobrát Pozsony Kossuth Lajos nevét viselő központi terén, a Sétatéren. A 20. század elején az egyesület állást foglalt a pozsonyi egyetem létrehozása mellett is. Ez végül pénzügyi nehézségek miatt nem valósult meg. 

### A két világháború között
Csehszlovákia létrejötte után az egyesület működése egy időre megbénult, és csak 1921-ben kezdődött újra. 
A szlovák hatóságok hosszú ideig halasztgatták az egyesület alapszabályának az elfogadását, így egy ideig Katolikus Kaszinó néven tartották összejöveteleiket. Az egyesület működése a húszas évek közepén lendült fel, amiben nagy szerepe volt az 1925-ben elnökké választott Jankovich Marcellnek. Ebben az időben a polgári, konzervatív szemléletével a pozsonyi és a nyugat-szlovákiai magyarság szellemi életének egyik központjává vált. 
1925-ben műkedvelő színjátszó egyesületet hoztak létre. Az előadások során magyar szerzők darabjait állították színpadra. Megalakult az énekkar, amely 1930-tól Bartók Béla Dalegyesület néven komoly rangot vívott ki magának. Ezen kívül női szakosztály és a nyelvrokonság kutatásának kérdéseivel foglalkozó finnugor bizottság is működött. Tevékenységének középpontjában művelődéstörténeti témájú előadások, kultúrműsorok, színházi esték szervezése állt. A harmincas években a ~ már országos feladatokat is felvállalt, többek között részt vállalt a pozsonyi rádió magyar adásának a szerkesztéséből. Támogatásával jelent meg 1922 és 1933 között az Új Auróra. 

### 1938-tól
Az első bécsi döntést követően a szlovákiai magyarság szinte egyedüli művelődési szervezete maradt. 1939-ben Aixinger László vette át a vezetését. A művelődési és oktatási feladatok mellett, magyar nyelvű könyvkiadást is végeztek. Ekkor hét sorozatot gondoztak, és a háborús években összesen 42 kiadványt adtak ki. Az első Szlovák Köztársaság időszakában nehéz körülmények között működtek, az új hatalom gátolta az egyesület nyilvános akcióinak megrendezését. A háború utolsó hónapjaiban már csak formálisan működtek, és 1945 tavaszán az újjászervezett csehszlovák állam hatóságai a többi magyar szervezethez és egyesülethez hasonlóan feloszlatták.

## Vezetői
Vezetői voltak többek között Vutkovich Sándor, Botka Tivadar, Pávai Vajna Gábor, Samarjay Károly, Thaly Kálmán, Jankovics Marcell és Aixinger László.